# اثر گیبس-دونن

تعادل دونن در عرض یک غشای سلولی توجه شود که شمار بارهای الکتریکی دو طرف خنثاست، اما هر مولکول پروتئین جای دو یون کلر را گرفته‌است

اثر گیبس-دونن (به انگلیسی: Gibbs–Donnan effect) در غشای سلول‌های عصبی، به دلیل عدم عبور مولکول‌های بزرگ باردار (مثل پروتئینها) از غشای سلول است. اختلاف پتانسیل الکتریکی بین دو طرف، پتانسیل دانن نامیده می‌شود.
توضیح اثر گیبس-دونن مرهون تلاش‌های گیبس و دونن بوده‌است.
در صورت وجود ماده غیرقابل انتشار (مثل پروتئینها) دریکطرف غشای نیمه تراوا، یون‌های Na و Cl از محیط بدون پروتئین به محیط دارای پروتئین منتقل می‌گردند؛ تا زمانی که حاصلضرب یون‌های Na و Cl در طرفین برابر گردد؛ که در این حالت تعادل دونن ایجادشده و یون Na+
در طرف بدون پروتئین برابر با یون cl- و در طرف دارای پروتئین برابر با مجموع cl-
و پروتئین است.